# Милетине
Милетине (на сръбски: Милетине) е село в Босна и Херцеговина, разположено в община Соколац, в ентитета на Република Сръбска. Намира се на 871 метра надморска височина. Населението му според преброяването през 2013 г. е 12 души, от тях: 6 (50,00 %) сърби, 6 (50,00 %) бошняци.

## Население
Численост на населението според преброяванията през годините:
- 1961 – 90 души
- 1971 – 93 души
- 1981 – 79 души
- 1991 – 52 души
- 2013 – 12 души